# Rebutia kupperiana

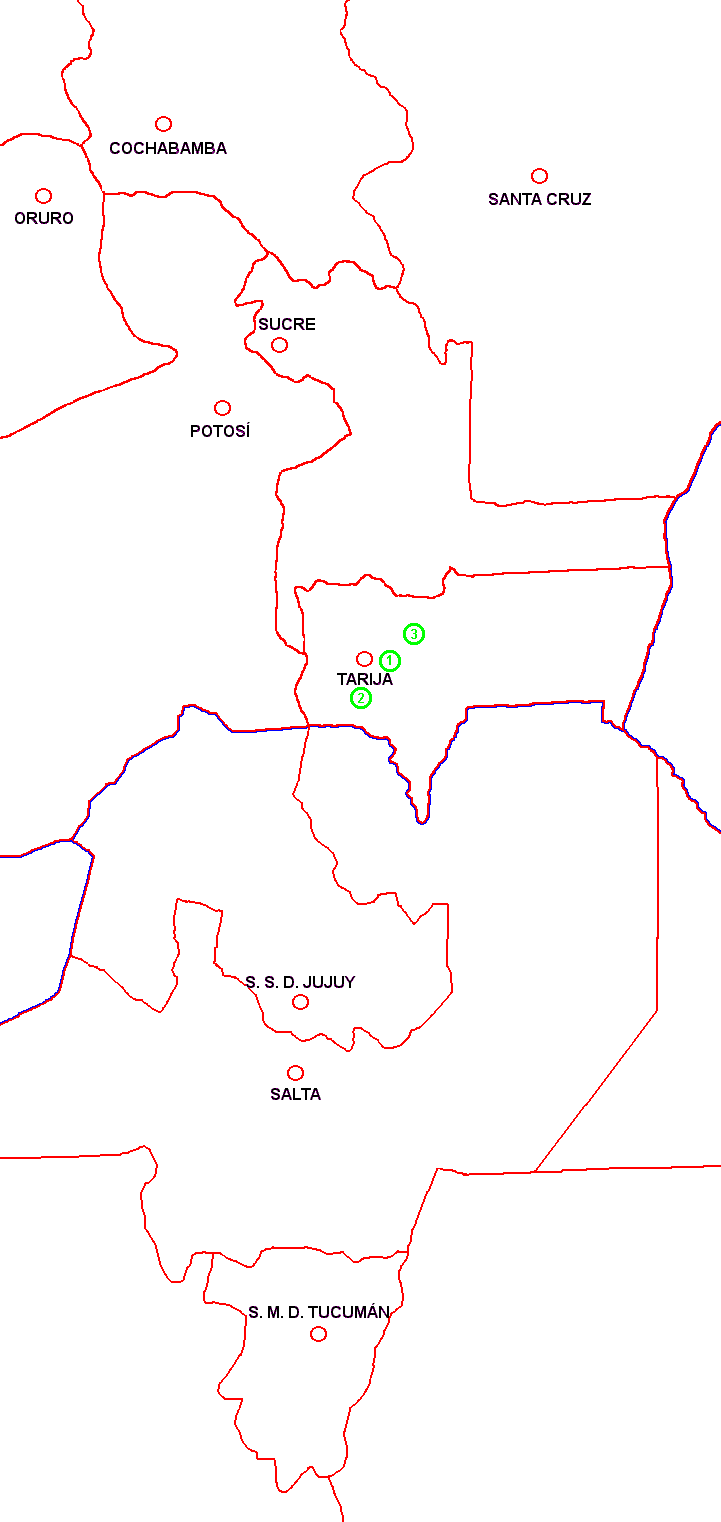
Mapa rozšíření R. kupperiana var. kupperiana

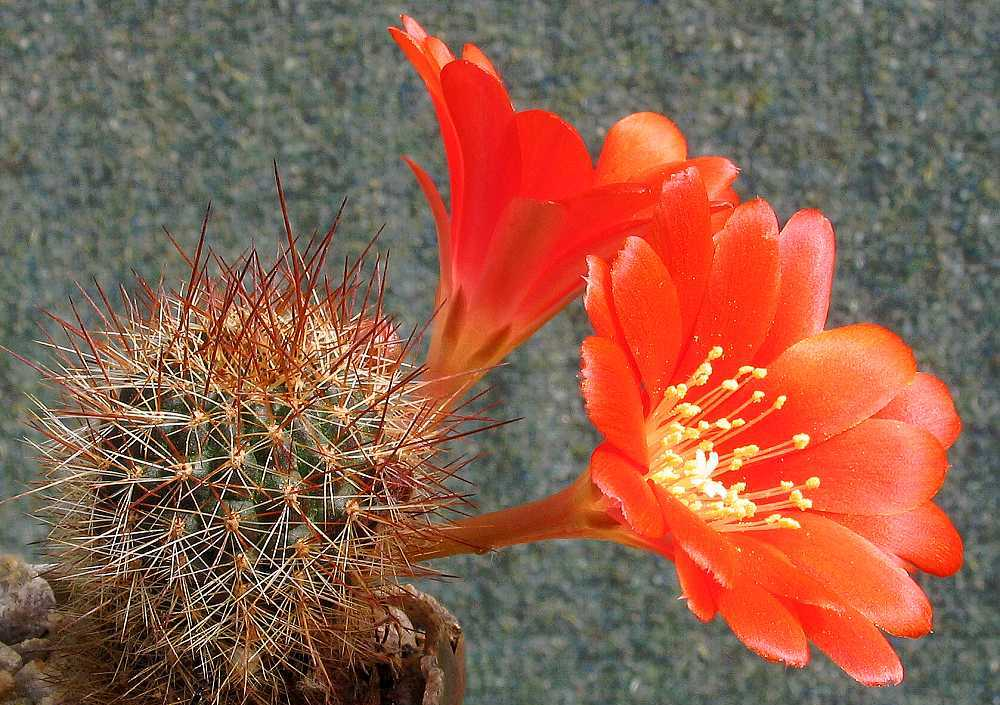
R. kupperiana var. kupperiana WR324

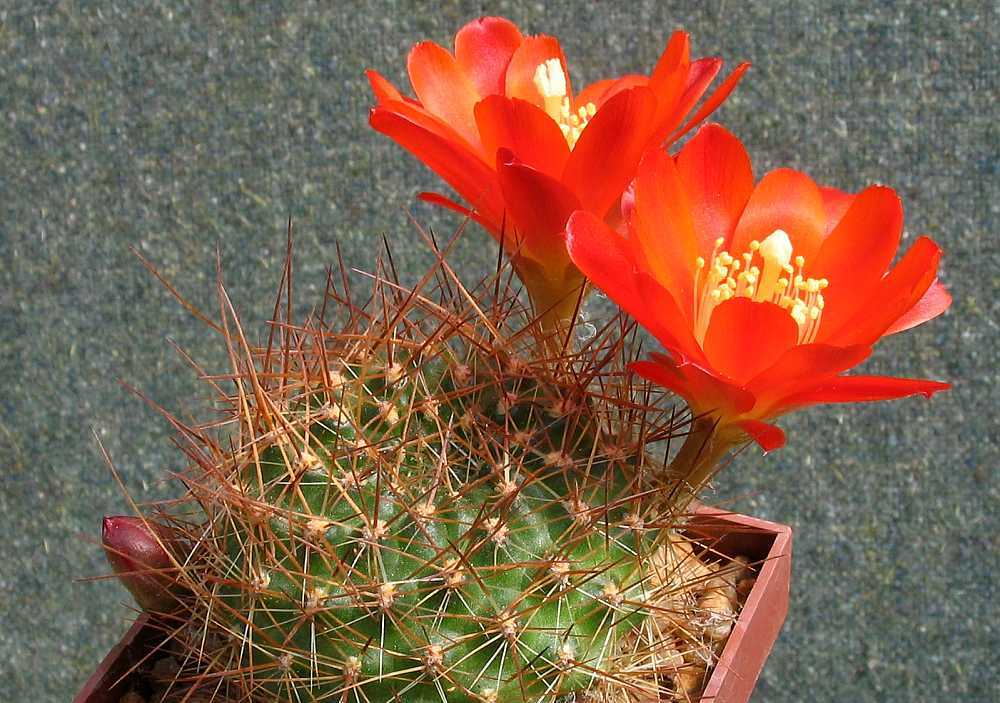
R. kupperiana var. kupperiana SE80

Rebutia kupperiana je již dlouho známý druh rodu rebucie ze sekce Aylostera, který je nápadný svými jasně červenými, relativně velkými květy s lesklými, dosti širokými, zaokrouhlenými okvětními plátky, tmavou pokožkou a pestrými trny. Pojmenována byla na počest dr. W. Kuppera (1893–1953), profesora botaniky a správce botanické zahrady univerzity v Mnichově.

## Rebutia kupperianaBoed. var.kupperiana
Boedeker, Friedrich; Monatsschrift der Deutschen Kakteen-Gesselschaft, 4: 277, 1932
Sekce Aylostera, řada Kupperiana
Synonyma: 
- Aylostera kupperiana (Boed.) Backeb. in Backeberg et Knuth, Kaktus ABC, p. 275, 1935

### Popis
Stonky kulovité, až 30 mm nebo trochu více široké, později poněkud protáhlé a na bázi občas odnožující, v kultuře o něco větší a častěji odnožující; pokožka matně tmavě zelená, pod hrbolky často s bronzovým nebo fialovým nádechem; temeno málo snížené, překryté trny z okolních areol. Žeber 15 – 18, poněkud spirálovitě probíhající, zcela rozložená do kuželovitých, asi 3 mm vysokých a 3 – 5 mm širokých hrbolků; areoly okrouhlé, 1 – 2 mm široké, krátce nažloutle plstnaté, asi 5 mm navzájem vzdálené. Okrajových trnů 12 - 15, roztažené, bílé až nažloutlé, na špičce hnědé, slabé jehlovité, 5 – 8 mm dlouhé; středové trny 1 –4, silnější, odstávající, celé tmavěji hnědé, 10 – 20 mm dlouhé, všechny trny drsné, pod lupou zřetelně jemně plstnaté.
Květy ze spodních areol, nálevkovité, rumělkové až ohnivě červené, asi 40 mm dlouhé a 35 mm široké; poupata zaoblená, tmavě červená, téměř červenočerná; květní lůžko kulovité, asi 3 mm široké, olivově zelené, s několika tmavě olivově červenými šupinami s bílou vlnou a několika až 4 mm dlouhými, tuhými, bílými štětinami s hnědými špičkami; květní trubka štíhlá, asi 25 mm dlouhá, dole zelená, nahoře 5 – 8 mm široká, fialově růžová, pokrytá malými olivově zelenými šupinami, na spodní části ve značné délce stopkovitě srostlá se čnělkou; vnitřní okvětní plátky uspořádané ve dvou řadách, zaokrouhlené, se zcela krátkými špičkami a jinak hladkým okrajem, až přes 20 mm dlouhé, 6 – 8 mm široké, dole v jícnu bledě zelené, nahoře rumělkově až ohnivě oranžově červené, vnější vně purpurové; tyčinky nepříliš početné, nitky nažloutlé, 5 – 10 mm dlouhé, kratší dole, mezi nimi nevýrazná mezera v nasazení asi 3 mm, prašníky světle žluté; čnělka a blizna nažloutle bílé, blizna se 4 – 5 roztaženými rameny sotva v úrovni nejvyšších prašníků. Plod kulovitý, asi 5 mm velký, zelený až purpurově olivový. Semena tmavě šedohnědá, 1,1 – 1,3 mm dlouhá, 0,9 – 1,1 mm široká, nejširší ve střední části; hilum dosti velké, bazální, oválné, špinavě nažloutlé až hnědé; testa jemně vrásčitá až dolíčkovitě hrbolatá.

### Variety a formy
R. kupperiana byla popsána podle rostlin nalezených roku 1931 F. Ritterem, nabízena byla také A. V. Fričem (Verzeichnis 1935, seznam 1936), i když ten pokládal toto jméno za synonymum R. deminuta. Rostliny odvozené od těchto starých zdrojů lze ještě místy nalézt v našich sbírkách a poněkud se liší od rostlin z novějších nálezů. Jsou dosti jednotné, u nich existující rozdíly, které se týkají hlavně síly, délky a barvy otrnění, jsou převážně jen důsledkem rozdílů v kultuře. Nověji byly jako R. kupperiana označeny sběry FR 762, L 407, WR 324, jako R. kupperiana f. byl označen sběr FR 762a, jako R. kupperiana ? sběr KK 1052 a nově také sběr SE 80. Mezi těmito různými sběry lze pozorovat některé rozdíly v otrnění a do určité míry i v květech. Podle sběru FR 762b byla roku 1977 F. Ritterem popsána nová varieta R. kupperiana var. spiniflora, odlišující se od var. kupperiana hlavně většími hrbolky a areolami, světlejší pokožkou a menšími květy, které nesou v paždí šupin na květním lůžku početnější a podstatně silnější štětiny.

### Výskyt a rozšíření
R. kupperiana pochází z Bolívie, z departamentu Tarija, H. Krainz v roce 1957 jako místo původu uvedl 'u Tarija, na skalních stěnách v nadmořské výšce asi 2500 m'. Rovněž všechny výše uvedené sběry pocházejí z Bolívie, z departamentu Tarija, sběr FR 762 od Padcaya (provincie Arce), FR 762a od Tambo (provincie O'Connor), ze stejné provincie od Narvaez z nadmořské výšky 1000 – 1300 m pochází sběr L 407 a od La Cueva sběr KK 1052. Rovněž typové naleziště R. kupperiana var. spiniflora leží v provincii O'Connor v blízkosti Narvaez. U sběru WR 234 bylo jako místo nálezu uvedeno 'u Tarija', u sběru SE 80 Condor Pass v nadmořské výšce 2500 m.